# Бузабионда (Виченца)
Бузабионда је насеље у Италији у округу Виченца, региону Венето.
Према процени из 2011. у насељу је живело 24 становника. Насеље се налази на надморској висини од 293 м.